# Cerro La Popa
Cerro La Popa är en kulle i Colombia.   Den ligger i departementet Bolívar, i den norra delen av landet, 700 km norr om huvudstaden Bogotá. Toppen på Cerro La Popa är 143 meter över havet, eller 138 meter över den omgivande terrängen. Bredden vid basen är 4,5 km. Cerro La Popa ligger vid sjön Ciénaga de Tesca.
Terrängen runt Cerro La Popa är platt. Havet är nära Cerro La Popa åt nordväst. Runt Cerro La Popa är det tätbefolkat, med 459 invånare per kvadratkilometer. Närmaste större samhälle är Cartagena, 2,6 km sydost om Cerro La Popa. Runt Cerro La Popa är det i huvudsak tätbebyggt.